# Список керівників держав 410 року
Список керівників держав 410 року — це перелік правителів країн світу 410 року
Список керівників держав 409 року — 410 рік — Список керівників держав 411 року — Список керівників держав за роками

## Європа
- Арморика — герцог Градлон Великий (395–434)
- Британські острови:
  - Дівед — король Еднівед ап Анун (400–410), його змінив онук король Клотрі ап Глоітгвін (410–421)
  - Думнонія — король Гворемор ап Гадеон (405–415)
  - Ебрук — король Коль Старий (383–420)
  - Стратклайд (Альт Клуіт) — Керетік Землевласник (бл. 410 — бл. 440)
- плем'я бургундів — король Гундомар I (407–411)
- плем'я вандалів — король Гундеріх (407–428)
- плем'я вестготів — вождь Аларіх I (382–410), його змінив зведений брат король Атаульф (410–415)
- Візантійська імперія — імператор Феодосій II (408–450) править за допомогою регента Артемія (408–414)
- Західна Римська імперія — імператор Гонорій (395–423)
- Імперія гунів — каган Донат (390–412)
- Ірландія — верховний король Нат І мак Фіахрах (405–428)
  - Коннахт — король Нат І мак Фіахрах (405–456)
  - Ленстер — король Брессал Белах МакФіахад Байхед (бл. 392–436)
  - Манстер — король Коналл Корк (390–420)
- плем'я свевів — король Хермеріх (409-438)
- Святий Престол — папа римський Іннокентій I (401–417)

## Азія
- Аль-Хіра (Династія Лахмідів) — цар Ан-Ну’ман I ібн Імру аль-Кайс (390 — 418)
- Велика Вірменія — правили два брати — цар Врамшапух (389 — 414)
- Диньяваді (династія Сур'я) — раджа Сур'я Унна (375 - 418)
- Жужанський каганат — каган Юйцзюлюй Шелунь (402 — 410), його змінив брат каган Юйцзюлюй Хулюй (410 — 414)
- Іберійське царство — цар Мирдат IV (409 — 411)
- Індія:
  - Царство Вакатаків — махараджа Праварасена II (400 — 440) править за допомогою регента Лю Юй (404 — 419)
  - Імперія Гуптів — магараджа Чандрагупта ІІ (380 — 415)
  - Держава Кадамба — цар Багітарха (390 — 415)
  - Камарупа — цар Балаварман (398 — 422)
  - Династія Паллавів  — махараджа Скандаварман III (400 — 436)
  - Раджарата — раджа Упатісса I (370-412)
- Кавказька Албанія — цариця Асай (399 — 420)
- Китай (Період шістнадцяти держав)
  - Династія Західна Лян — імператор Лі Гао (400 — 417)
  - Династія Західна Цінь — імператор Ціфу Ганьгуй (409 — 412)
  - Династія Західна Шу — імператор Цяо Цзун (405 — 413)
  - Династія Південна Лян — імператор Туфа Жутань (402 — 414)
  - Династія Південна Янь — імператор Мужун Чао (405 — 410), цього року державу захопила Цзінь.
  - Династія Північна Вей — імператор Тоба Си (Мін Юань-ді) (409 — 423)
  - Династія Північна Лян — імператор Цзюйцюй Менсюнь (401 — 433)
  - Династія Північна Янь — імператор Фен Ба (409 — 430)
  - Династія Пізня Цінь — імператор Яо Сін (394 — 416)
  - Ся — імператор Хелянь Бобо (407 — 425)
  - Тогон — Мужун Шулогань (405 — 417)
  - Династія Цзінь — імператор Сима Яо (Ан-ді) (397 — 403, 404 — 419)
- Корея:
  - Кая (племінний союз) — ван Чваджі (407 — 421)
  - Когурьо — тхеван (король) Квангетхохо (391 — 413)
  - Пекче — король Чонджі (405 — 420)
  - Сілла — марипкан Сільсон (402 — 417)
- Паган — король К'яунг Ту Іт (387 — 412)
- Персія:
  - Держава Сасанідів — шахіншах Єздигерд I (399 — 421)
- Тарума (острів Ява) — цар Пурнаварман (395 — 434)
- Фунань (Бапном) — король Каундінья II (400 — 430)
- Хим'яр — цар Дарамар Айман II (375 — 410), його змінив цар Абукариб Ас'ад (410 — 435)
- Чампа — князь Фам Хо Дат (бл. 399 — 413)
- Японія — імператор Хандзей (406 — 410)

## Африка
- Аксумське царство — негус Махедес (бл.390-бл.420)

## Північна Америка
- Цивілізація Майя:
  - місто Паленке — цар Кук Балам (397—435)
  - місто Тікаль — цар Яш-Нун-Аїн I (378—414)